# Gammelvallstjärnen (Färila socken, Hälsingland)
Gammelvallstjärnen är en sjö i Ljusdals kommun i Hälsingland och ingår i Ljusnans huvudavrinningsområde. Sjön är 16,4 meter djup, har en yta på 0,094 kvadratkilometer och är belägen 412,1 meter över havet. Sjön avvattnas av vattendraget Björsjöån.

## Delavrinningsområde
Gammelvallstjärnen ingår i det delavrinningsområde (686204-148598) som SMHI kallar för Ovan 686339-148851. Medelhöjden är 354 meter över havet och ytan är 11,38 kvadratkilometer. Det finns inga avrinningsområden uppströms utan avrinningsområdet är högsta punkten. Björsjöån som avvattnar avrinningsområdet har biflödesordning 2, vilket innebär att vattnet flödar genom totalt 2 vattendrag innan det når havet efter 154 kilometer. Avrinningsområdet består mestadels av skog (82 procent). Avrinningsområdet har 0,28 kvadratkilometer vattenytor vilket ger det en sjöprocent på 2,5 procent.